# Radek Zelenka
Dr. Radek Zelenka je fiktivní postava ze seriálu Hvězdná brána: Atlantida, ztvárněná hercem Davidem Nyklem. 

## Charakteristika postavy
Doktor Radek Zelenka je pečlivý a precizní vědec původní expedice seriálu Atlantida, který často spolupracuje s doktorem Rodney McKayem. Pochází z Česka, kde měl možnost pracovat na Masarykově univerzitě, na které svou činnost ukončil před nástupem do projektu hvězdné brány. Je jednou z postav, které pomáhají Atlantidě být neustále krok před Wraithy a řešit mnohé nenadálé problémy. Jeho znalosti antické technologie jsou téměř srovnatelné se znalostmi dr. Rodneyho McKaye, se kterým jsou přátelé a zároveň rivalové. Ačkoliv Zelenka hraje doktoru McKayeovi „druhé housle“ je vlastně jediným, kdo má potenciál se mu vyrovnat nebo ho i překonat. Na rozdíl od Rodneyho McKaye má dobře vyvinuté sociální dovednosti a umí se vypořádat se stresem a tlakem. Často také v seriálu používá česká slova.
Zelenka se objevuje ve všech pěti řadách seriálu Hvězdná brána: Atlantida. Poprvé se objevil v epizodě Třicet osm minut  (38 minut), kde pomohl zachránit Sheppardův tým, jehož jumper se zasekl na okraji hvězdné brány. Po krátké spolupráci s McKayem v Podezření, společnými silami zachránili město před hurikánem v epizodě Bouře. V díle Horká zóna vyšlo najevo, že Zelenka podstoupil ATA genovou terapii, aby byl schopen používat antickou technologii, ale léčba na něj neúčinkovala. 
Průměrně se objevuje v polovině dílů každé sezóny. Objevil se také v epizodě Projekt Pegasus původního seriálu Hvězdná brána. Za svou roli dr. Zelenky byl herec David Nykl v roce 2005 nominován na kanadskou filmovou cenu Leo v kategorii "Dramatické seriály: Nejlepší vedlejší mužská role".

## Vývoj postavy
Při přípravách na seriál producenti hledali herce, kteří by ztvárnili neamerickou část posádky Atlantidy (kvůli zdůraznění mezinárodního charakteru mise a odlišení ostatních lidí z mimozemského prostředí). Když herec David Nykl zmínil svůj česko-kanadský původ, upravili producenti původní ruskou národnost postavy doktora Zelenky na českou.[zdroj⁠?!] Nykl udělal svým hereckým výkonem na autory seriálu takový dojem, že jej začali obsazovat i do dalších epizod.
Zelenkovo křestní jméno je prvně zmíněno doktorem McKayem v epizodě V obležení – 1. část. Do té doby měl McKay problém zapamatovat si jeho příjmení. Bylo mu vybráno běžné české jméno Radek. Zelenka občas v seriálu mluví česky – přibližně polovina jeho výroků je překládána do angličtiny. Druhá polovina většinou obsahuje mírnější nadávky. V epizodě Dopisy z Pegasu má dokonce velmi dlouhý, do angličtiny nepřekládaný monolog, v němž popisuje město ve své mateřštině.
Mezi fanoušky se postava doktora Radka Zelenky stala velmi populární. Velice oblíbená je samozřejmě mezi českými diváky. Fanoušci mu dali přezdívku "Pan Špatná Zpráva" v angličtině "Mr. Bad News".

## Zajímavosti
- V Česku se věnoval zájmovému chovu holubů. (epizoda: Přeludy, Karanténa)
- Nemá rád děti, protože dělají všude nepořádek. (epizoda: Kritické množství)